# Cirkulära veck
Cirkulära veck, de stora vecken i såväl epitel som lamina propria och muscularis mucosae i tarmen. På latin kallas de cirkulära vecken för plicae circulares eller valvulae conniventes. De största vecken är cirka 8 mm i djup i de bredaste delarna; men majoriteten av vecken är betydligt mindre.